# Ana Lilia Pérez
Ana Lilia Pérez Mendoza, conocida como Ana Lilia Pérez (Ciudad de México, 1976), es periodista y escritora mexicana. Ha publicado numerosos reportajes sobre corrupción, lavado de dinero, migración y el sector energético. En 2010, escribe el libro  Camisas Azules, manos negras. El saqueo de Pemex desde Los Pinos y recibe el Premio Nacional de Periodismo de México. Asimismo en 2012 recibe el Premio Leipziger Medienpreis.

## Formación
Es licenciada en Comunicación y Periodismo por la Universidad Nacional Autónoma de México (UNAM), diplomada en periodismo por la Universidad José Martí, de La Habana, Cuba,
diplomada en Historia de México por la Academia Mexicana de la Historia, correspondiente de la Real de Madrid y
diplomada en periodismo financiero por el Instituto Tecnológico Autónomo de México (ITAM).

## Publicaciones
Ha publicado numerosos reportajes de periodismo de investigación en medios impresos mexicanos e internacionales, sobre corrupción, lavado de dinero, migración y hechos relacionados con los sectores energético y de la construcción para diferentes periódicos, como son: Milenio, La Jornada, El Financiero, Excélsior, Novedades, Süddeutsche Zeitung (Alemania).
Otros aportes de la periodista también han sido publicados en revistas especializadas como Contralínea, Milenio Semanal, Fortuna, Cambio, Amigos de Bellas Artes, Variopinto, la  ITF Seafarers, que edita la International Transport Workers Federation, con sede en Londres y presencia en 147 países, donde sus reportajes se han traducido a más de 20 idiomas.
Entre sus investigaciones periodísticas más destacadas hasta el momento, se encuentran:
En 2010, publicó el libro “Camisas azules, manos negras: el saqueo de Pemex desde Los Pinos”. Fue la primera periodista que, desde el año 2004, documentó el tráfico de influencias y las irregularidades en la paraestatal por la empresa Oceanografía.
En el libro y en diversas publicaciones periodísticas, hizo públicos documentos que vinculan cabildeos y beneficios de Felipe Calderón, Juan Camilo Mouriño y César Nava a favor de esta empresa
La revelación que en 2008 hizo de los contratos que el secretario de Gobernación, Juan Camilo Mouriño, recibía de Pemex mediante prácticas de tráfico de influencias y conflicto de intereses, se convirtió en el primer escándalo de corrupción en el sexenio de Felipe Calderón.
En 2007 se convirtió en la primera mujer periodista en ingresar al Centro de Adiestramiento y Operaciones Kaibil, en Petén, Guatemala. Producto de esa estancia son sus reportajes: Kaibiles, negocio desde el infierno; Kaibiles, escuela de asesinos; y Los Kaibiles mexicanos, publicados en la revista Contralínea y difundidos por la cadena de televisión estadounidense CNN
Entre 2004 y 2006 publicó numerosos reportajes que revelaron el tráfico de influencias y negocios ilegales de los familiares del expresidente de México, Vicente Fox, en Petróleos Mexicanos, incluidos sus hijastros y su esposa, Marta Sahagún. así como una serie de reportajes en los que documentó las irregularidades cometidas por César Nava Vázquez, como abogado general de Pemex.
En 2005 reveló una red de agentes de migración implicada en el tráfico de niñas centroamericanas, lo que le valió el reconocimiento de Unicef.

## Libros
- Sonda de Campeche Paradigma de explotación laboral (2009: ITF).
- Camisas Azules, manos negras. El saqueo de Pemex desde Los Pinos (2010: Grijalbo). Con prólogo de Miguel Ángel Granados Chapa.
- El Cártel Negro. Cómo el crimen organizado se ha apoderado de Pemex[4] (2011: Grijalbo). Con prólogo de Carmen Aristegui.[5]
- Coautora de Morir en la Miseria (2010: Océano).
- Mares de cocaína. Las rutas náuticas del narcotráfico (2014: Grijalbo).
- Verdugos. Asesinatos brutales y otras historias secretas de militares (2016: Grijalbo)
- Pemex RIP. Vida y asesinato de la principal empresa mexicana (2017: Grijalbo).[6]
- Hijos del neoliberalismo. La historia contemporánea de nuestro México saqueado (2023: Grijalbo).

## Premios y reconocimientos

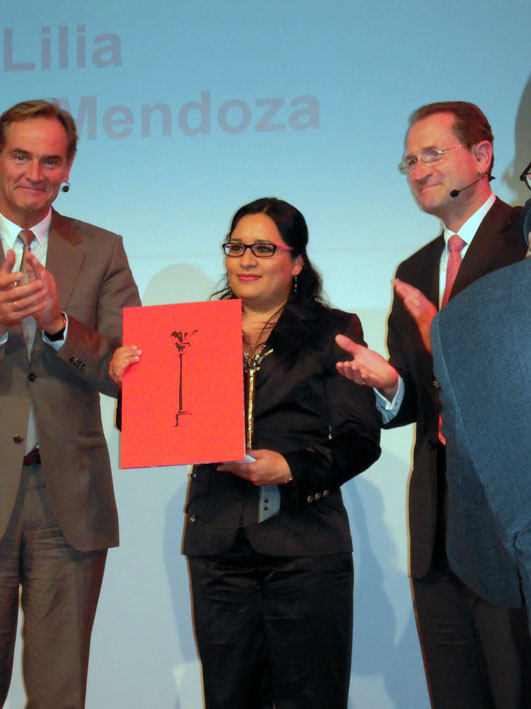
La periodista Ana Lilia Pérez recibe el Leipziger Medienpreis 2012

En 2005, obtuvo en Panamá el reconocimiento del Fondo de las Naciones Unidas para la Infancia (Unicef) por un reportaje sobre el tráfico de niñas centroamericanas en México a manos de agentes del Instituto Nacional de Migración.
En 2007, recibió el Premio de Periodismo América Latina y los Objetivos de Desarrollo del Milenio, organizado por el Programa de las Naciones Unidas para el Desarrollo (PNUD) y la agencia Inter Press Service (IPS).
Ha sido distinguida en tres ocasiones (en 2008, 2009 y 2010) con el Premio Nacional de Periodismo que otorga el Club de Periodistas de México.
En 2009, obtuvo el VII Premio México de Periodismo que otorgan la Federación de Asociaciones de Periodistas Mexicanos (Fapermex) y la Federación Latinoamericana de Periodistas (Felap).
En 2010, recibió el Premio Nacional de Periodismo del Consejo Ciudadano.
En 2010, fue reconocida con el Premio Nacional de Periodismo José Pagés Llergo.
En 2010, su libro Camisas Azules, manos negras. El saqueo de Pemex desde Los Pinos recibió el Premio Nacional de Periodismo.
En 2012, recibió el Premio Leipziger Medienpreis, (en Alemania), convirtiéndose en la primera mexicana en obtener este prestigiado galardón internacional. Esta distinción, que reconoce el trabajo, la ética y valor de los profesionales de la comunicación que destacan por su compromiso valiente a favor de la libertad de prensa, le fue otorgado antes al periodista italiano Roberto Saviano por su libro Gomorra y a la rusa Anna Stepánovna Politkóvskaya, quien fue brutalmente asesinada, en 2006, tras revelar datos de corrupción del presidente Vladímir Putin.
A Ana Lilia Pérez le fue otorgado el Leipziger Medienpreis por ser “una valiente periodista de investigación, una de las más reconocidas en México, que ha trabajado en condiciones adversas para documentar casos de corrupción”. El jurado del Leipziger Medienpreis 2012 destaca que “la valiente periodista de investigación Ana Lilia Pérez” es una de las periodistas más respetadas en México que durante años ha trabajado en condiciones adversas para documentar impactantes casos de corrupción. Destaca que “en sus libros Camisas Azules Manos Negras, y El Cártel Negro, con una muestra de periodismo ejemplar ella revela las maquinaciones de la delincuencia organizada y sus cómplices en la política mexicana”.
Con el Leipziger Medienpreis, desde 2001, cada año se rinde honores a los periodistas, los editores y las instituciones que están comprometidas con un alto compromiso personal con la libertad y el futuro de los medios de comunicación.. El premio es también la memoria de la Revolución Pacífica cuando en Leipzig, Alemania, el 9 de octubre de 1989 todo el pueblo se manifestó por "la libertad de prensa en un país libre".
En 2010 fue considerada por la International PEN’s como una escritora víctima de persecución política. Los corruptos involucrados han intentado desmentir sus publicaciones ya que cuentan con investigaciones que los comprometen mucho.